# هنري دبليو. كينغ
هنري دبليو. كينغ (بالإنجليزية: Henry W. King)‏ هو محامي وسياسي أمريكي، ولد في 24 سبتمبر 1815 في الولايات المتحدة، وتوفي في 20 نوفمبر 1857 في نفس البلد. حزبياً، نشط في حزب الأرض الحرة. وقد انتخب عضو مجلس نواب أوهايو.